# Lun8
Lun8 (tiếng Hàn: 루네이트; tiếng Nhật: ルネイト; Romaja :  Runeiteu ; cách điệu toàn bộ bằng chữ in hoa LUN8) là một nhóm nhạc nam Hàn Quốc được Fantagio thành lập và quản lý. Nhóm bao gồm 8 thành viên: Chael, Jinsu, Takuma, Junwoo, Dohyun, Ian, Ji Eunho và Eunseop. Họ ra mắt vào ngày 15 tháng 6 năm 2023, với đĩa mở rộng Continue ?.

## Lịch sử

### Trước khi ra mắt
Vào ngày 21 tháng 3 năm 2023, OSEN đưa tin rằng nhóm sẽ ra mắt vào tháng 5. Fantagio thông báo rằng ngày chính xác vẫn chưa được xác nhận mặc dù họ dự kiến sẽ ra mắt vào nửa đầu năm.
Vào ngày 1 tháng 4, Fantagio đã phát hành một động thái logo, tiết lộ tên nhóm là LUN8. Các tài khoản SNS của nhóm cũng được ra mắt vào ngày hôm đó. Thông qua một đoạn giới thiệu được đăng vào ngày hôm sau, các thành viên đã được tiết lộ là một phần của dự án i-Teen của Fantagio.

### 2023: Ra mắt với "Continue?",nhóm nhỏ đầu tiênLUN8wave
Vào ngày 22 tháng 5, có thông báo rằng LUN8 sẽ ra mắt với đĩa mở rộng đầu tiên "Continue?" vào ngày 15 tháng 6.
Vào ngày 15 tháng 11, nhóm đã thông báo rằng họ sẽ ra mắt nhóm nhỏ đầu tiên LUN8wave vào ngày 22 tháng 11 với đĩa đơn kỹ thuật số " Playground ".

### 2024-nay: "Buff", ra mắt tại Nhật Bản với "Evergreen", "Awakening", "Together Forever"
Vào ngày 13 tháng 2, có thông báo rằng LUN8 sẽ phát hành đĩa mở rộng thứ hai "Buff" vào ngày 13 tháng 3.
Vào ngày 10 tháng 5, LUN8 thông báo rằng họ sẽ ra mắt tại Nhật Bản với đĩa đơn " Evergreen " vào ngày 19 tháng 6. " My Tune " đã được phát hành trước vào ngày 7 tháng 6
Vào ngày 16 tháng 7, Fantagio thông báo rằng LUN8 sẽ phát hành đĩa mở rộng thứ ba của họ, Awakening , vào ngày 14 tháng 8.
Vào ngày 19 tháng 8, LUN8 thông báo rằng họ sẽ phát hành đĩa đơn tiếng Nhật thứ hai " Together Forever " vào tháng 12.

## Thành viên
- Chú thích: In đậm là nhóm trưởng

| Nghệ danh | Nghệ danh | Nghệ danh    | Tên khai sinh | Tên khai sinh | Tên khai sinh      | Tên khai sinh | Tên khai sinh  | Ngày sinh         | Nơi sinh                  | Quốc tịch |
| Latinh    | Hangul    | Kana         | Latinh        | Hangul        | Kana               | Hanja         | Hán việt       | Ngày sinh         | Nơi sinh                  | Quốc tịch |
| Chael     | 카엘      | カエル       | Im Junyeop    | 임준엽        | イム・ジュンヨプ   | 林俊曄        | Lâm Tuấn Diệp  | 7 tháng 12, 2001  | Daejeon, Hàn Quốc         | Hàn Quốc  |
| Jinsu     | 진수      | ジョンファン | Park Jinsu    | 신정환        | シン・ジョンファン | 朴辰洙        | Phác Trân Tú   | 5 tháng 2, 2003   | Gyeonggi, Hàn Quốc        | Hàn Quốc  |
| Katuma    | 타쿠마    | タクマ       | Sato Katuma   | 사토 타쿠마   | さとう ・タクマ    | 佐藤た        | Tá Đằng Sa Tố  | 5 tháng 8, 2003   | Yamagata, Nhật Bản        | Nhật Bản  |
| Junwoo    | 준우      | ジュンウ     | Shim Junwoo   | 심준우        | シム・ジュンウ     | 沈晙佑        | Thẩm Tuấn Vũ   | 21 tháng 9, 2003  | Chung cheongbuk, Hàn Quốc | Hàn Quốc  |
| Dohyun    | 도현      | ドヒョン     | Park Dohyun   | 박도현        | パク・ドヒョン     | 朴堵賢        | Phác Đạo Hiển  | 23 tháng 10, 2003 | Jeolla Nam, Hàn Quốc      | Hàn Quốc  |
| Ian       | 이안      | イアン       | Noh Sungchul  | 노성철        | ノ・ソンチョル     | 盧成哲        | Lỗ Thành Triết | 11 tháng 12, 2003 | Dongjak, Seoul, Hàn Quốc  | Hàn Quốc  |
| Ji Eunho  | 지은호    | ジウンホ     | Lee Sangmin   | 이상민        | イ・サンミン       | 李尙珉        | Lý Thượng Mẫn  | 21 tháng 5, 2005  | Seoul, Hàn Quốc           | Hàn Quốc  |
| Eunseop   | 은섭      | ウンソプ     | Kim Eunseop   | 김은섭        | キム・ウンソプ     | 金恩燮        | Kim Ân Tiếp    | 16 tháng 8, 2006  | Gyeonggi, Hàn Quốc        | Hàn Quốc  |

## Danh sách đĩa nhạc

### Đĩa mở rộng (EP)
| Tiêu đề                                                                                  | Chi tiết                                                                                                | Thứ hạng cao nhất | Thứ hạng cao nhất | Doanh số                   |
| Tiêu đề                                                                                  | Chi tiết                                                                                                | KOR               | JPN               | Doanh số                   |
| ---------------------------------------------------------------------------------------- | --- | ----------------- | ----------------- | -------------------------- |
| Continue?                                                                                | - Phát hành: Ngày 15 tháng 6 năm 2023 - Hãng đĩa: Fantagio - Định dạng: CD, digital download, streaming | 5                 | 17                | - KOR: 80,239 - JPN: 5,248 |
| Buff                                                                                     | - Phát hành: Ngày 13 tháng 3 năm 2024 - Hãng đĩa: Fantagio - Định dạng: CD, digital download, streaming | 4                 | —                 | - KOR: 102,750             |
| Awakening                                                                                | - Phát hành: Ngày 14 tháng 8 năm 2024 - Hãng đĩa: Fantagio - Định dạng: CD, digital download, streaming | 4                 | —                 | - KOR: 104,620             |
| "—" biểu thị một bản ghi âm không được xếp hạng hoặc không được phát hành ở lãnh thổ đó. | |                   |                   |                            |

### Đĩa đơn

#### Đĩa đơn Hàn Quốc
| Tiêu đề                                                                                  | Năm  | Thứ hạng cao nhất | Album     |
| Tiêu đề                                                                                  | Năm  | KOR Down.         | Album     |
| ---------------------------------------------------------------------------------------- | ---- | ----------------- | --------- |
| "Wild Heart"                                                                             | 2023 | 110               | Continue? |
| "Voyager"                                                                                | 2023 | 116               | Continue? |
| "Pastel"                                                                                 | 2024 | —                 | Buff      |
| "Super Power"                                                                            | 2024 | —                 | Buff      |
| "Whip"                                                                                   | 2024 | 101               | Awakening |
| "—" biểu thị một bản ghi âm không được xếp hạng hoặc không được phát hành ở lãnh thổ đó. |      |                   |           |

#### Đĩa đơn Nhật Bản
| Tiêu đề     | Năm  | Thứ hạng cao nhất | Doanh số     | Album                         |
| Tiêu đề     | Năm  | JPN               | Doanh số     | Album                         |
| ----------- | ---- | ----------------- | ------------ | ----------------------------- |
| "Evergreen" | 2024 | 10                | - JPN: 6,701 | Đĩa đơn không nằm trong album |

## Giải thưởng và đề cử
| Lễ trao giải       | Năm  | Hạng mục                    | Người được đề cử/sản phẩm đề cử | Kết quả   | Ref.   |
| ------------------ | ---- | --------------------------- | ------------------------------- | --------- | ------ |
| Asia Artist Awards | 2023 | Giải thưởng Focus – Âm nhạc | Lun8                            | Đoạt giải | [ 20 ] |
| Golden Disc Awards | 2023 | Tân binh của năm            | Lun8                            | Đề cử     | [ 21 ] |